# Carl Grossberg
Carl Grossberg (ur. 6 września 1894 w Elberfeld, zm. 19 października 1940 w Laon, właściwie Georg Carl Wilhelm Grandmontagne) – niemiecki malarz, zaliczany do kierunku Nowej Rzeczowości.

## Życiorys
Po ukończeniu szkoły powszechnej uczył się w gimnazjum realnym w Lennep i od 1909 w gimnazjum w Elberfeld. Od roku 1913 studiował architekturę w Akwizgranie. W tym czasie decyzją ojca rodzina jego zmieniła francusko brzmiące nazwisko na niemiecki odpowiednik „Grossberg”. W roku 1915 został powołany do wojska, walczył jako oficer na froncie i po odniesieniu rany powrócił 1918 do rodzinnego miasta.
1919 kontynuował studia w Wyższej Szkole Sztuk Pięknych (Hochschule für Bildende Künste) w Weimarze, potem od połowy 1919 do 1921 w Bauhaus u Lyonela Feiningera.
Uczestniczył w wystawach malarstwa 1926 w Stuttgarcie, 1927 w wystawie Nowej Rzeczowości w Stedelijk Museum w Amsterdamie.
W roku 1934 otrzymał zlecenie na wykonanie monumentalnego obrazu „Niemiecki lud – niemiecka praca” o rozmiarach 45x12 metrów. W tym samym roku odbyła się jego wystawa indywidualna w Hanowerze, w roku 1935 kolejna w Muzeum Folkwang w Essen. W roku 1939 starał się o wyjazd do USA, lecz jako oficerowi rezerwy odmówiono mu paszportu. Po wybuchu II wojny światowej znalazł się w wojskach okupacyjnych w Polsce, w czasie urlopu zginął w wypadku samochodowym w lesie w Compiègne niedaleko Laon.

## Twórczość
Początkowo malował widoki miast, w których można zauważyć wpływ Lyonela Feiningera.
Od połowy lat dwudziestych poświęcił się malowaniu wnętrz fabrycznych i urządzeń przemysłowych. Na obrazach bardzo rzadko pojawiają się postacie ludzi, dominuje bezosobowa, ponadczasowa sterylność odwzorowania rzeczywistości.

## Galeria

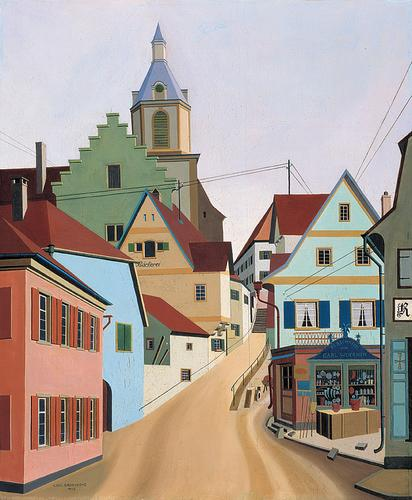
Creglingen, 1926
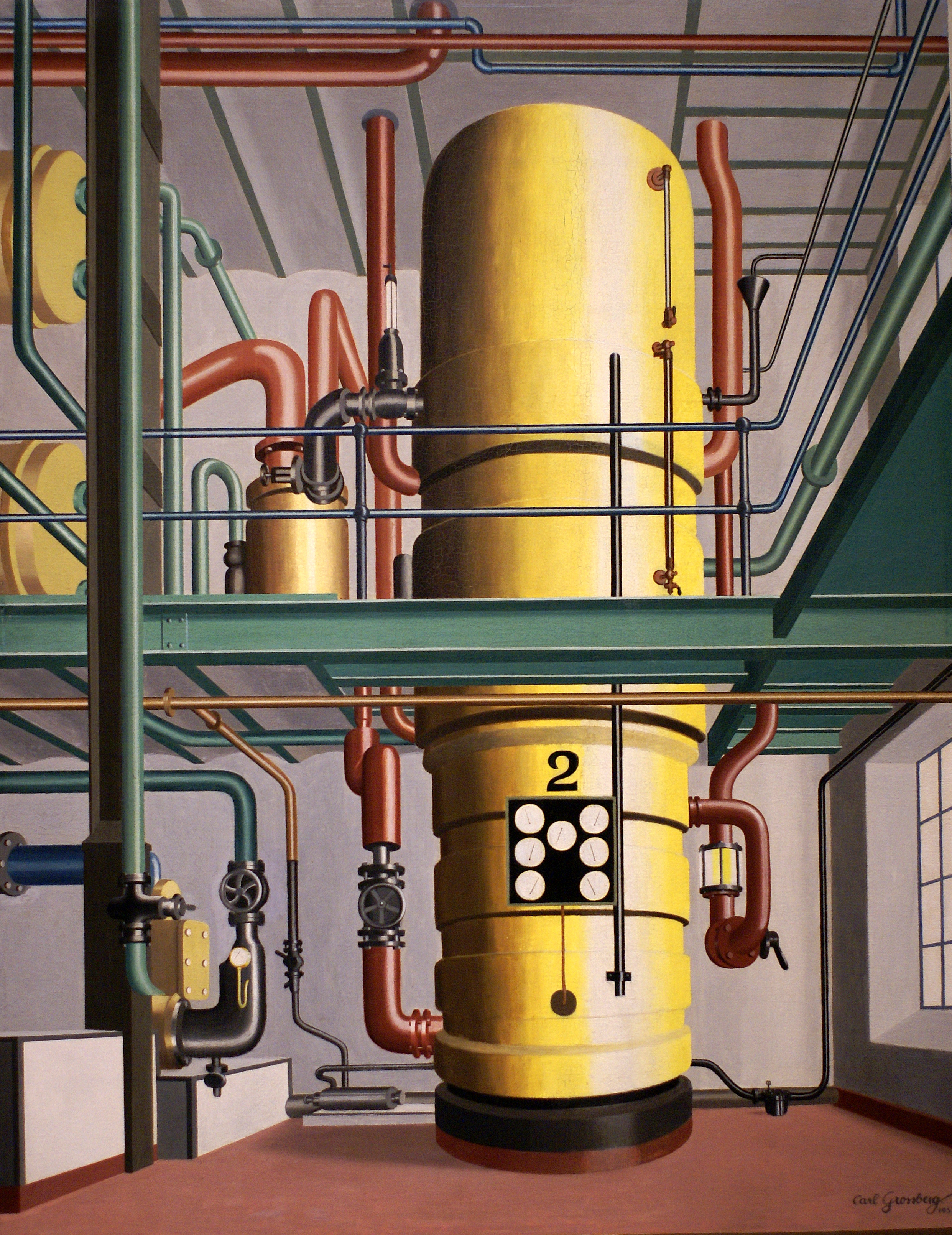
Żółty kocioł, 1933
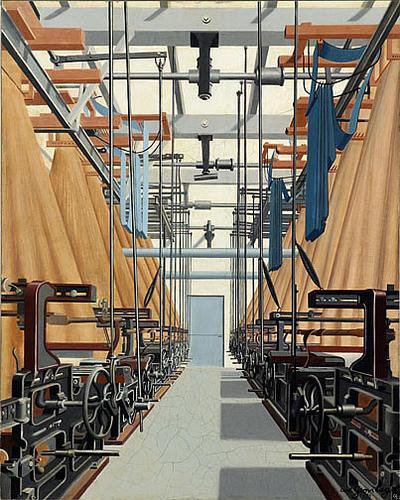
Tkalnia żakardowa, 1934
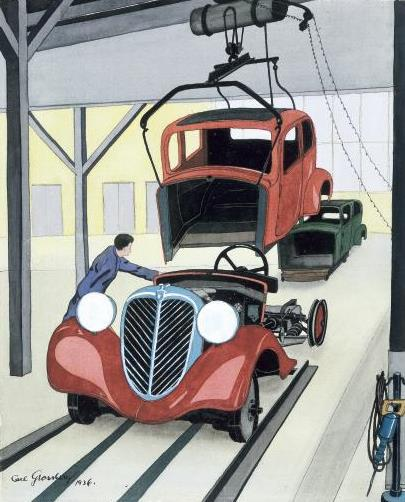
Fabryka samochodów, 1936